# Christoffel van Rijswijk
Christoffel van Rijswijk (Andel, 28 april 1901 – Woudrichem, 19 februari 1954) was een Nederlands politicus. 
Hij werd geboren als zoon van Aart van Rijswijk (1870-1939) en Geertje Schouten (1872-1960). Aan het begin van zijn ambtelijke carrière was hij werkzaam bij de gemeentesecretarie van Rijswijk (NB) en in 1916 trad hij in dienst bij de gemeente Woudrichem. Hij werd daar in 1924 gemeentesecretaris als (indirecte) opvolger van J.L.G. Kingmans. Van Rijswijk werd in mei 1946 benoemd tot burgemeester van Woudrichem. Tijdens dat burgemeesterschap overleed hij in 1954 op 52-jarige leeftijd.